# Damaged (Danity Kane)
Damaged è una canzone Dancepop, R&B e Synth pop scritta Jonathan Yip, Jeremy Reeves, Micayle McKinney, Ray Romulos, Shannon Lawrence, Rose Marie Tan, James Smith, Justin Walker, Sean Combs, Mario Winans per il secondo album delle Danity Kane, intitolato Welcome to the Dollhouse. Il singolo venne pubblicato il 29 gennaio 2009 negli Stati Uniti. La canzone vede la collaborazione con la cantante e rapper Missy Elliott.Stereotypes, Sean Combs, Mario Winans.

## Video
Il video musicale di Damaged è stata diretto da Syndrome ed è stato trasmesso per la prima volta l'11 marzo 2008 su MTV Total Request Live.
Il video mostra i membri delle Danity Kane in un tema futuristico. Gli effetti speciali di colore rosa sono usati per rappresentare l'interno di un cuore vero. In tutto il video, le ragazze della band eseguono una coreografia mentre cantano, oppure si trovano distese una sorta di letto. Verso la fine del video musicale, i letti su cui le ragazze sono distesi sono collocati a formare un cuore, che risulta essere il cuore di un uomo su una barella in un ospedale. Il personale medico, che sono i membri delle Danity Kane, cercano di rianimare l'uomo.
Il remix della canzone realizzato da DJ Crime, è stato pubblicato tramite un video sul canale ufficiale YouTube della band.
Il video musicale del singolo è stato nominato agli MTV Video Music Awards come "Best Pop Video" e come "Best Dancing in a Video" ma furono battute rispettivamente da Piece of Me di Britney Spears and When I Grow Up delle the Pussycat Dolls.

## Successo commerciale
La canzone è stata pubblicata il 29 gennaio 2009 negli Stati Uniti. In Gran Bretagna nonostante la campagna pubblicitaria apparsa sulla pagina inglese dell'iTunes Store, la canzone non ha avuto forte successo. Invece in Canada ha raggiunto la posizione numero 26 della Billboard Canadian Hot 100.
In Australia, il singolo ha raggiunto la posizione numero 25 della Australian ARIA Singles Chart nonostante la mancanza di una campagna pubblicitaria.

## Tracce
Il singolo è stato pubblicato in diversi formati:
Australian Single
1. "Damaged" – Album Version – 4:09
2. "Damaged" – Global Factory Radio Edit – 3:25
3. "Damaged" – DJ Richie Rich X-Mix Remix – 4:21

USA "Dance Mixes" Digital Release
1. Friscia & Lamboy Club Mix – 9:05
2. Global Factory Mix Club Mix – 7:49
3. DJ Richie Rich X-Mix Remix – 4:21
4. Friscia & Lamboy Radio Edit – 4:44
5. Global Factory Radio Edit – 3:25
6. Friscia & Lamboy Dub – 8:55
7. Friscia & Lamboy Club Mix No. 2 – 6:33

USA "Urban Remixes" Digital Release
1. Remix feat. Fabolous – 4:07
2. Remix feat. Gorilla Zoe – 4:08
3. Remix feat. Fabolous (Clean Version) – 4:07
4. Remix feat. Gorilla Zoe (Clean Version) – 4:08

Remix Ufficiali
1. Album Version – 4:09
2. Acapella – 4:09
3. Instrumental – 4:09
4. Pop Version/Radio Edit – 3:38
5. Mike Rizzo's Global Factory Mix Club Mix – 7:49
6. Mike Rizzo's Global Factory Radio Edit – 3:25
7. DJ Richie Rich X-Mix Remix – 4:21
8. DJ Crime Remix – 3:20
9. Friscia & Lamboy Club Mix – 9:05
10. Friscia & Lamboy Radio Edit – 4:44
11. Friscia & Lamboy Dub – 8:55
12. Friscia & Lamboy Club Mix No. 2 – 6:33
13. Chubalicious Club Remix – 7:09
14. M'Silver Tribal Remix – 4:12
15. AC Beats Tyler Nelson Radio Edit – 03:42
16. AC Beats Tyler Nelson Alternate Intro – 03:44
17. Tyler Nelson Dark Club Mix – 06:37
18. Remix featuring Gorilla Zoe – 4:08
19. Remix featuring Gorilla Zoe (Clean Edit) – 4:08
20. Remix featuring Fabolous – 4:07
21. Remix featuring Fabolous (Clean Edit) – 4:07

## Classifiche
| Classifica                       | Posizione massima |
| -------------------------------- | ----------------- |
| US Billboard Hot 100             | 10                |
| US Billboard Hot Dance Club Play | 24                |
| US Billboard Pop Songs           | 6                 |
| Australian ARIA Singles Chart    | 25                |
| Billboard Canadian Hot 100       | 26                |

## Date di pubblicazione
- 29 gennaio 2008
- 15 aprile 2008
- 18 aprile 2008